# András Dolgos
András Dolgos est un footballeur hongrois devenu entraîneur. 
Il termine vice-champion de Belgique 1959 avec le R. FC Liégeois .
Il dirige les joueurs du KV Malines de 1965 à 1968.